# Lockheed C-141 Starlifter
Lockheed C-141 Starlifter je bilo vojaško strateško transportno letalo, ki so ga uporabljale Ameriške zračne sile - USAF. Danes ni več v uporabi, nadomestil ga je Boeing C-17 Globemaster III.
Zasnovan je bil da nasledi počasnejša batna letala, kot je C-124 Globemaster II. Prvič je poletel leta 1963, in je bil v uporabi 40 let do  2006. Vsega so izdelali 285 letal.
V 1960ih so Ameriške zračne sile uporabljale veliko število manj sposobnih in počasnejših  propelerskih letal za strateške naloge. USAF je potrebovala reaktivna letala, zato je naročila 48 Boeing C-135 Stratolifter (ki je pozneje postal Boeing 707 kot v vmesni korak. C-135 je imel samo stranska nakladalna vrata zato ni bil mogoč prevoz tovorov večjih dimezij.
Spomladi 1960 je USAF dala direktivo Specific Operational Requirement 182 za novo letalo, ki bi lahko hkrati izvajalo taktične in strateške prevoze. Strateške zahteve so bile, radij vsaj 6500 kilometrov s 27 tonskim tovorom. Taktične pa možnost letenja na nizkih višinah, kjer bi odmetavalo tovor s padali oziroma opremljene padalce.. Na razpis se je prijavilo več družb Boeing, Lockheed in General Dynamics.
Lockheed je prijavil letalo Lockheed Model 300, prvo veliko reaktivno letalo za prevoz tovora. Imelo je visoko krilo s štirimi turboventilatorskimi motorji TF33 z 21000 funti potiska. Imelo je dvoje stranskih vrat za odmetavanje padalcev in zadnjo »rampo«. Uporabljala se je za nakladanje in razkladanje tovora. Lahko se je tudi odprla v letu za odmetavanje padalcev oziroma velikih tovorov s padali. Velikost tovornega prostora je omogočala transport medcelinske balistične rakete LGM-30 Minuteman. 
Letalo je lahko prevažalo 154 opremljenih vojakov, 123 padalcev in 80 ranjencev na nosilih.

## Tehnične specifikacije (C-141B Starlifter)
- Posadka: 5–7 (2 pilota, 2 inženirja, 1 navigator, 1 ali 2  tovornika)
- Dolžina: 168 ft 4 in (51,3 m)
- Razpon kril: 160 ft 0 in (48,8 m)
- Višina: 39 ft 3 in (12 m)
- Površina kril: 3.228 ft² (300 m²)
- Prazna teža: 144.492 lb (65.542 kg)
- Maks. vzletna teža: 342.100 lb (147.000 kg)
- Motorji: 4 × Pratt & Whitney TF33-P-7 turbofan, 20 250 lbf (90,1 kN) vsak

- Maks. hitrost: 567 mph (493 kn, 912 km/h)
- Dolet: 2 935 mi (2 550 nmi, 4 723 km)
- Največji dolet (prazen): 6 140 mi (5 330 nmi, 9 880 km)
- Višina leta (servisna): 41 000 ft (12 500 m)
- Hitrost vzpenjanja: 2 600 ft/min (13,2 m/s)
- Obremenitev kril: 100,1 lb/ft² (490 kg/m²)
- Razmerje potisk/teža: 0.25